# Вулька-Курдибановська
Вулька-Курдибановська (пол. Wólka Kurdybanowska) — село в Польщі, у гміні Блендув Груєцького повіту Мазовецького воєводства.
Населення — 104 особи (2011).
У 1975-1998 роках село належало до Радомського воєводства.

## Демографія
Демографічна структура станом на 31 березня 2011 року:
|          | Загалом | Допрацездатний вік | Працездатний вік | Постпрацездатний вік |
| -------- | ------- | ------------------ | ---------------- | -------------------- |
| Чоловіки | 52      | 18                 | 29               | 5                    |
| Жінки    | 52      | 11                 | 30               | 11                   |
| Разом    | 104     | 29                 | 59               | 16                   |